# Paranthrene panorpaeformis
Paranthrene panorpaeformis is een vlinder uit de familie wespvlinders (Sesiidae), onderfamilie Sesiinae.
Paranthrene panorpaeformis is voor het eerst wetenschappelijk beschreven door Boisduval in 1875. De soort komt voor in het Oriëntaals gebied.